# Braunhardsberg
Der Braunhardsberg oder Braunhartsberg ist ein 969,5 m ü. NHN hoher Berg südwestlich des Albstädter Stadtteils Tailfingen und nordwestlich des Stadtteils Truchtelfingen im Zollernalbkreis. Auf der Europäischen Hauptwasserscheide liegend teilt er das Schmiechatal und das Obere Eyachtal und ermöglicht einen Blick auf die Hochfläche des Heersbergs im Westen. Am westlichen Berghang liegt das Naturschutzgebiet Braunhartsberg.